# Бариновка
Бариновка — село в Нефтегорском районе Самарской области, административный центр одноимённого сельского поселения.

## География
Село расположено между автодорогой Р224 и рекой Самара.

## Население
| 2010 | 2012 | 2013 | 2014 | 2015 | 2016 | 2017 |
| ---- | ---- | ---- | ---- | ---- | ---- | ---- |
| 902  | ↗913 | ↗916 | ↗922 | ↗935 | ↘934 | ↘927 |
| 2018 | 2019 | 2020 | 2021 |      |      |      |
| ↘910 | ↘905 | ↘901 | ↘867 |      |      |      |

## Достопримечательности
- Ветряная мельница XIX века